# Linn Sömskar
Linn Sömskar, född 3 juni 1989, är en svensk längdskidåkare som tävlar för IFK Umeå SK. Hon har en tredjeplats i teamsprint som bästa resultat i världscupen (i Liberec den 13 januari 2013).
Sömskar tävlar också i rullskidor. I augusti 2019 tog hon brons på 10 kilometer vid världsmästerskapen i Madona i Lettland. samt guld på 200 meter sprint före Jacklin Lockner. Vid samma världsmästerskap ingick hon även tillsammans med Moa Ilar i det svenska lag som vann guld i lagsprinttävlingen. Vid VM i rullskidor 2024 tog Sömskar 3 guld och ett silver, och därmed också den totala världscupen – för fjärde gången.
Sedan 2022 studerar Sömskar på Fysioterapeutprogrammet vid Umeå universitet.

## Pallplatser

### Lag
I lag har Sömskar en pallplats i världscupen: en tredjeplats i teamsprint.
| Säsong  | Datum           | Plats             | Disciplin  | Placering | Lagkamrat(er)    |
| ------- | --------------- | ----------------- | ---------- | --------- | ---------------- |
| 2012/13 | 13 januari 2013 | Liberec, Tjeckien | Teamsprint | 3:a       | Magdalena Pajala |